# ヘンリー・ペテルセン
ヘンリー・ペテルセン（Henry Petersen、1900年10月1日 - 1949年9月29日）は、デンマークの陸上競技選手である。彼は1920年に開催されたアントワープオリンピックに参加して、棒高跳で銀メダルを獲得した。

## 経歴
1920年、19歳になったペテルセンはアントワープオリンピックの棒高跳競技に参加した。決勝ではアメリカ合衆国代表のフランク・フォスが当時の世界新記録4メートル9センチで優勝し、ペテルセンは3メートル70センチの記録で2位となり銀メダルを獲得した。
ペテルセンは4年後のパリオリンピックにも同じく棒高跳競技に出場したが、このときは銅メダルを獲得したアメリカ合衆国代表のジェームズ・ブルッカーとの順位決定戦に敗れて4位に終わっている。

## オリンピックでの成績
| 年   | 大会                     | 場所                     | 種目   | 結果 | 記録      |
| ---- | ------------------------ | ------------------------ | ------ | ---- | --------- |
| 1920 | アントワープオリンピック | アントワープ（ベルギー） | 棒高跳 | 2位  | 3m70cm    |
| 1924 | パリオリンピック         | パリ（フランス）         | 棒高跳 | 4位  | 3m90cm 、 |